# Цецинія Аррія Молодша
Цецинія Аррія Молодша (лат. Caecinia Arria; ? — після 96) — римська матрона часів ранньої Римської імперії.

## Життєпис
Походила з етруського роду нобілів Цецинів. Донька Авла Цецини Пета, учасника змови Луція Скрибоніана, та Аррії Старшої. Замолоду вийшла заміж за Публія Клодія Фразею, в майбутньому лідера опозиції.
Підтримувала свого чоловіка у поглядах щодо імператора Нерона. У 66 році бажала накласти руки разом із чоловіком, але той наказав Аррії жити, щоб виховувати доньку. У 75 році була заслана у зв'язку з діяльністю її зятя Гая Гельвідія Пріска, проте незабаром імператор Веспасіан повернув Аррію до Риму.
У 93 році імператор Доміціан відправив у заслання онука Аррії Молодшої — Гая Гельвідія Пріска Молодшого — разом з її донькою Фаннією. Аррія пережила страту онука в 96 році. У 97 році, після приходи до влади імператора Нерви, її було повернуто до Риму. Намагалася домогтися реабілітації зятя та онука, але марно. Про дату її смерті немає відомостей.

## Родина
Чоловік — Публій Клодій Фразея Пет, консул-суфект 56 року.
Діти:
- Фаннія, дружина Гая Гельвідія Пріска, претора 70 року.